# قورباغه دم‌دار
قورباغه دم‌دار (نام علمی: Ascaphus) نام یک سرده از راسته قورباغه است.